# 巴利语
巴利語（IAST/ISO 15919: 、पालि）是古印度語言，属於印欧语系、印度-伊朗语族、印度-雅利安语支的中古印度-雅利安語，与梵語十分相近，是印度俗語普拉克里特諸語言之一。巴利語可以用各种文字书写，比如婆罗米文、天城文，以及由巴利圣典协会的英国语言学家理斯·戴维斯所采用的適用於各種印度語言的拉丁字母轉寫。

## 起源
從字面上來看，巴利（Pāli），是線、行，或是文章、經典的意思，和註釋、評論相對。按南傳上座部的記載，稱傳誦巴利三藏的語言，為「摩揭陀語」（Māgadhī），或「根本語」（Mūla-Bhāsā）。後來才叫其「聖典語」（Pāli），即「巴利語」。
據錫蘭上座部佛教的傳說，現存的《巴利語大藏經》就是阿育王的兒子摩哂陀帶到錫蘭去的版本，所以巴利語也就是摩揭陀語。在公元前二六年前後以僧伽羅字母記錄下來。在公元五世紀，覺音尊者將僧伽羅語注釋書轉譯為巴利聖典語。
然而，據季羨林考證，根據語言學的特徵，巴利語應是屬於古印度西部的方言，與流行於東部的摩揭陀語不同。印度地方現存的三十多件阿育王敕令中，屬於西部群的基爾納爾刻文，最接近巴利語。巴利佛教所屬的上座部，其根據地即是西部印度優禪尼為主的地方，且其附近地區發現的刻文也與巴利語相近。並且，把上座部佛教傳入錫蘭的摩哂陀長老，據說生於優禪尼，並在這裡出家。
在巴利語和摩揭陀俗語之間有很多顯著的相似性，摩揭陀俗語是保存在古代耆那教經典中的古老形式的摩揭陀語。摩揭陀俗語同巴利語在類似要點上不同於阿育王題刻的東部俗語。例如，摩揭陀俗語也不把變更為，并且在名詞變格中至少在很多押韻的地方顯示了結尾而非東部俗語的。這種相似性不是偶然的，因為耆那教的創始者尼乾陀若提子（被教徒尊稱為大雄 Mahāvīra）和釋迦牟尼佛在相同的地域（摩揭陀國）傳教。

## 語音系統

### 元音
| 高度 | 前后      | 前后 | 前后      | 前后 |
| 高度 | 前        | 央   | 后        |      |
| ---- | --------- | ---- | --------- | ---- |
| 高   | [i] [iː]  |      | [u] [uː]  |      |
| 中   | [e], [eː] | [ɐ]  | [o], [oː] |      |
| 低   |           | [aː] |           |      |

長和短元音只對比於開音節中；在閉音節中所有元音總是短的。短和長的與是互補分布的：短變體只出現閉音節中，長變體只出現在開音節中。短和長的與因此不是不同的音位。
有叫做的聲音（梵語術語），用羅馬化字母（ISO 15919）或（IAST）表示，在多數傳統字母中用凸出點來表示，最初用作標記前面的元音要鼻音化的事實。就是說，, 和表示[ã], [ĩ]和[ũ]。但是在很多傳統發音中，被發音得更強，像軟腭鼻音[ŋ]，所以這些聲音轉而被發音為[ãŋ], [ĩŋ]和[ũŋ]。但是永遠不跟隨在長元音之后發音；在被增加到以長元音結尾的詞幹的時候，, 和要轉換成相應的短元音，比如變成而非，變成而非。

### 輔音
下面表格列出巴利語輔音。粗體是傳統羅馬化字母，方括中的是它的IPA發音。
| 發音部位      | 發音方法    | 發音方法    | 發音方法    | 發音方法    | 發音方法    | 發音方法 | 發音方法 | 發音方法 | 發音方法 | 發音方法 |
| 發音部位      | 塞音/塞擦音 | 塞音/塞擦音 | 塞音/塞擦音 | 塞音/塞擦音 | 塞音/塞擦音 | 近音     | 近音     | 近音     | 擦音     |          |
| 發音部位      | 清音        | 清音        | 濁音        | 濁音        | 濁音        |          | 邊音     | 邊音     | 擦音     |          |
| 發音部位      | 不送氣      | 送氣        | 不送氣      | 送氣        | 鼻音        | 不送氣   | 送氣     |          | 擦音     |          |
| ------------- | ----------- | ----------- | ----------- | ----------- | ----------- | -------- | -------- | -------- | -------- | -------- |
| 軟齶音/聲門音 | [k]         | [kʰ]        | [ɡ]         | [ɡʱ]        | [ŋ]         |          |          |          | [h]      |          |
| 硬齶音/齦後音 | [tʃ]        | [tʃʰ]       | [dʒ]        | [dʒʱ]       | [ɲ]         | [j]      |          |          |          |          |
| 捲舌音        | [ʈ]         | [ʈʰ]        | [ɖ]         | [ɖʱ]        | [ɳ]         | [ɻ]      | [ɭ]      | [ɭʱ]     |          |          |
| 齒音/齒齦音   | [t̪]         | [t̪ʰ]        | [d̪]         | [d̪ʱ]        | [n̪]         |          | [l]      |          | [s]      |          |
| 唇音          | [p]         | [pʰ]        | [b]         | [bʱ]        | [m]         | [ʋ]      |          |          |          |          |

|              |      |        | 雙唇音 | 唇齒音 | 齒音 | 齒齦音 | 捲舌音 | 齦後音 | 硬齶音 | 軟齶音 | 聲門音 |
| ------------ | ---- | ------ | ------ | ------ | ---- | ------ | ------ | ------ | ------ | ------ | ------ |
| 鼻音         | 鼻音 | 鼻音   | [m]    |        | [n̪]  |        | [ɳ]    |        | [ɲ]    | [ŋ]    |        |
| 塞音/ 塞擦音 | 清音 | 不送氣 | [p]    |        | [t̪]  |        | [ʈ]    | [tʃ]   |        | [k]    |        |
| 塞音/ 塞擦音 | 清音 | 送氣   | [pʰ]   |        | [t̪ʰ] |        | [ʈʰ]   | [tʃʰ]  |        | [kʰ]   |        |
| 塞音/ 塞擦音 | 濁音 | 不送氣 | [b]    |        | [d̪]  |        | [ɖ]    | [dʒ]   |        | [ɡ]    |        |
| 塞音/ 塞擦音 | 濁音 | 送氣   | [bʱ]   |        | [d̪ʱ] |        | [ɖʱ]   | [dʒʱ]  |        | [ɡʱ]   |        |
| 擦音         | 擦音 | 擦音   |        |        |      | [s]    |        |        |        |        | [h]    |
| 近音         |      |        |        | [ʋ]    |      |        | [ɻ]    |        | [j]    |        |        |
| 近音         | 邊音 | 不送氣 |        |        |      | [l]    | [ɭ]    |        |        |        |        |
| 近音         | 邊音 | 送氣   |        |        |      |        | [ɭʱ]   |        |        |        |        |

在巴利語中上述音素除了, 和都是獨立的音位。只出現在軟腭塞音之前。和是  和在單獨出現在元音之間時的同位異音。

## 構詞法
巴利語是高度詞形變化的語言，其中幾乎所有詞，除了承載基本意義的詞根之外，還包含一個或多個詞綴（通常是后綴），它們某種方式修改意義。名詞要為了性、數和格而變化詞尾；動詞詞形變化要承載關於人稱、數、時態和語氣的信息。

### 名詞變格
巴利語名詞為三個文法性（陽性，陰性，中性）和兩個數（單數，複數）而詞尾變化。名詞還在原則上顯示八個格：主格，呼格，賓格，工具格，與格，離格，屬格，和方位格；但是在很多實例中，兩個或多個格在形式上是同一的；特別是對於屬格和與格。

#### 詞幹
詞幹，它的未變格詞幹結尾於短（/ə/），要么是陽性要么是中性的。陽性和中性形式只在主格、呼格和賓格中不同。
|        | 陽性（“world”） | 陽性（“world”） | 中性（“carriage”） | 中性（“carriage”） |
| 單數   | 複數            | 單數            | 複數               |                    |
| ------ | --------------- | --------------- | ------------------ | ------------------ |
| 主格   |                 |                 |                    |                    |
| 呼格   |                 |                 |                    |                    |
| 賓格   |                 |                 |                    |                    |
| 工具格 |                 |                 |                    |                    |
| 離格   |                 |                 |                    |                    |
| 與格   |                 |                 |                    |                    |
| 屬格   |                 |                 |                    |                    |
| 方位格 |                 |                 |                    |                    |

名詞的詞幹結尾於（/aː/）總是陰性的。 
|        | 陰性（“story”） | 陰性（“story”） |
| 單數   | 複數            |                 |
| ------ | --------------- | --------------- |
| 主格   |                 |                 |
| 呼格   |                 |                 |
| 賓格   |                 |                 |
| 工具格 |                 |                 |
| 離格   |                 |                 |
| 與格   |                 |                 |
| 屬格   |                 |                 |
| 方位格 |                 |                 |

#### 詞幹和詞幹
詞幹和詞幹要麼是陽性要么是中性的。陽性和中性形式只在主格和賓格上不同。呼格有同于主格的形式。
|        | 陽性（“seer”） | 陽性（“seer”） | 中性（“eye”） | 中性（“eye”） |
| 單數   | 複數           | 單數           | 複數          |               |
| ------ | -------------- | -------------- | ------------- | ------------- |
| 主格   |                |                |               |               |
| 呼格   |                |                |               |               |
| 賓格   |                |                |               |               |
| 工具格 |                |                |               |               |
| 離格   |                |                |               |               |
| 與格   |                |                |               |               |
| 屬格   |                |                |               |               |
| 方位格 |                |                |               |               |

|        | 陽性（“monk”） | 陽性（“monk”） | 中性（“eye”） | 中性（“eye”） |
| 單數   | 複數           | 單數           | 複數          |               |
| ------ | -------------- | -------------- | ------------- | ------------- |
| 主格   |                |                |               |               |
| 呼格   |                |                |               |               |
| 賓格   |                |                |               |               |
| 工具格 |                |                |               |               |
| 離格   |                |                |               |               |
| 與格   |                |                |               |               |
| 屬格   |                |                |               |               |
| 方位格 |                |                |               |               |

## 書寫

### 帶有變音符號的巴利語字母
歷史上，巴利語的最先書寫記錄據信是在斯里蘭卡基於早先口頭傳承而寫成的。依據斯里蘭卡的大編年史《大史》，由於國家鬧大饑荒，佛教僧侶在公元前100年王期間寫下了巴利語圣典。寫下的巴利語的傳播保持了一套通用的字母音值系統，但使用各種各樣的實際文字來表達這些音值。這使很多西方人糊涂，他們意圖假定一種文字不可避免的連結著一組音素。
在斯里蘭卡，巴利語文本記錄於新哈勒文（僧伽羅文）。其他地區文字，最顯著的有高棉文、緬甸文、傣文（传统傣仂文）和現代泰文（自從1893年），天城文和东南亚孟族人的孟文、寮文也已經被用來記錄巴利語。 
自從十九世紀，巴利語已經用羅馬文字書寫了。Frans Velthuis設計了一個可選方案允許使用普通ASCII碼來打字而不用變音符號，但是它比標準Rhys Davids系統（見下）要更少可讀性。
巴利語字母如下排序（以天城字母的順序為基準，巴利語專用的發音擺在最後）：
a ( अ )、ā ( आ )、i ( इ )、ī ( ई )、
u ( उ )、ū ( ऊ )、e ( ए )、o ( ओ )、-ṃ ( अं )、
k ( क )、kh ( ख )、g ( ग )、gh ( घ )、ṅ ( ङ )、
c ( च )、ch ( छ )、j ( ज )、jh ( झ )、ñ ( ञ )、
ṭ ( ट )、ṭh ( ठ )、ḍ ( ड )、ḍh ( ढ )、ṇ ( ण )、
t ( त )、th ( थ )、d ( द )、dh ( ध )、n ( न )、
p ( प )、ph ( फ )、b ( ब )、bh ( भ )、m ( म )、
y ( य )、r ( र )、l ( ल )、v ( व )、
s ( स )、h ( ह )、ḷ ( ळ )、ḷh ( ऴ )。
儘管是和的連寫，但實際上是一個單一音素，如同kh、gh、ch...等等。

### 電腦上的巴利語轉寫
有多種字體用於巴利語轉寫，但是不推薦老的ASCII字體比如Leedsbit PaliTranslit, Times_Norman, Times_CSX+, Skt Times, Vri RomanPali CN/CB等，因為它們彼此不兼容并且在技術上過時了。推薦Unicode標準的字體，因為Unicode是所有字體的前景、易於相互移植。
但是不是所有Unicode字體都包含必須的字符。要正確的顯示用於羅馬化巴利語（或梵語）的所有變音符號，Unicode字體必須包含下列字符範圍：
- Basic Latin: U+0000 – U+007F
- Latin-1 Supplement: U+0080 – U+00FF
- Latin Extended-A: U+0100 – U+017F
- Latin Extended-B: U+0180 – U+024F
- Latin Extended Additional: U+1E00 – U+1EFF

巴利圣典协会 （页面存档备份，存于）向Windows和Linux計算機推薦VU-Times字體 （页面存档备份，存于）和Gandhari Unicode字體 （页面存档备份，存于）。雪域數碼圖書館推薦Times Ext Roman字體，和到其他一些可用於巴利語的Unicode字體的鏈接。還有一名英國佛教僧侶Bhikkhu Pesala提供了原為自己設計的一些巴利語Unicode 字體，和用於Windows XP的某些巴利語鍵盤。進一步的，Alanwood的Unicode資源的字體段落 （页面存档备份，存于）鏈接了可用於巴利語錄入的一些通用字體，如果它們覆蓋了上述字符范圍的話。

### 使用ASCII的巴利語文本
Velthuis方案最初由Frans Velthuis在1991年為他給TEX排字系統設計的“devnag”天城體字體開發的。表示巴利語變音符號的這種系統已經用於某些web站點和討論列表。
下表比較各種常用表示：
| 字符 | ASCII表示 | 字符名      | Unicode編碼 | HTML代碼 |
| ---- | --------- | ----------- | ----------- | -------- |
|      | aa        | a macron    | U+0101      | ā        |
|      | ii        | i macron    | U+012B      | ī        |
|      | uu        | u macron    | U+016B      | ū        |
|      | .r        | r dot-under | U+1E5B      | ṛ        |
|      | .l        | l dot-under | U+1E37      | ḷ        |
|      | .m        | m dot-under | U+1E43      | ṃ        |
|      | .h        | h dot-under | U+1E25      | ḥ        |
|      | "n        | n dot-over  | U+1E45      | ṅ        |
|      | ~n        | n tilde     | U+00F1      | ñ        |
|      | .n        | n dot-under | U+1E47      | ṇ        |
|      | .t        | t dot-under | U+1E6D      | ṭ        |
|      | .d        | d dot-under | U+1E0D      | ḍ        |
|      | "s        | s acute     | U+015B      | ś        |
|      | .s        | s dot-under | U+1E63      | ṣ        |

## 巴利語與梵語
儘管巴利語不能被認為是古典梵語或更早的吠陀梵語的直接後代，這些語言明顯有非常密切關聯，并且巴利語和梵語的共同特征總是很容易被熟悉二者的印度人識別出來。實際上，大部分的巴利語和梵語的詞幹都是在形式上同一的，只在詞尾變化的細節上有所區別。
這種聯繫是如此充分的眾所周知，以至於來自梵語的技術術語可以通過一組常規的音韻變換輕易的轉換成巴利語。這種變換模擬出了曾在原巴利語中發生的音韻發展的子集。由於這些變換的流行，不總能得知給定的巴利詞是古俗語詞匯的一部分，還是從梵語借來的變換後的詞。梵語詞有規律的對應於巴利詞的存在性不總是巴利詞源的可靠證據，因為在某些情況下，通過反向構詞可以從俗語詞創造出假造的梵語詞。   
下列音位學處理不意圖作為對從古印度祖先語言產生巴利語的歷史變化的詳盡描述，而是在梵語和巴利語之間最常見的音韻等式的總結，并且不聲稱其完備性。

### 元音和雙元音
- 梵語的和總是分別單元音化為巴利語的和

例如： → ,  → 
- 梵語的和同樣經常簡約為巴利語的和

例如： → ,  → ,  → 
- 梵語的成為巴利語的（就是 →  → ）

例如： → 
- 梵語的在巴利語中出現為, 或，經常一致於在隨后音節中元音。有時還在唇音之后變為。

例如： → ,  → ,  → ,  → ,   → ,  → ,  → ,  → ,  → 
- 梵語的長元音在兩個隨后輔音的序列之前被縮短。

例如： → ,  → ,  → ,  → ,   → 

### 輔音

#### 音素變更
- 梵語的噝擦音, 和合并到一起為巴利語的

例如： → ,  → 
- 梵語的塞音和在元音之間成為和（同於吠陀梵語）

例如： → ,  → 

#### 同化

##### 一般規則
- 很多從一個輔音到臨近輔音的同化出現在巴利語的發展中，產生了大量的長（雙）輔音。因為長輔音的送氣只在這個簇的最后輔音上是可識別的，長輔音出現為，而非khkh, ghgh等。
- 在同化會在詞首生成長輔音（或不送氣塞音+送氣塞音的序列）的時候，詞首長輔音要簡化為一個單一輔音。

例如： → （非ppāṇa）,  → （非tthera）,  → （非jjhāna）,  → （非ññāti）
- 在同化會在詞中間生成三輔音序列的時候，長輔音要簡化直到在序列中只有兩個輔音。

例如： → （非utttāsa）,  → （非mantta）,  → （非indda）,  → （非vañjjha）
- 從同化得出的序列要變更為

例如： →  → ,  →  → ,  →  → 

##### 整體同化
整體同化就是一個音素變為同一於臨近音素，它有兩種類型：隨後同化是被同化的音素同一於隨后的音素；而跟前同化是被同化的音素同一於前面的音素。

###### 隨後同化
- 內部的同化為隨後的清塞音或噝擦音

例如： → ,  → ,  → , （=）→ , （=）→ ,  → ,  → 
- 兩個不類似的梵語塞音的序列中，第一個塞音同化為第二個塞音

例如： → ,  → ,  → ,  → ,  → ,  → ,  → 
- 在兩個不類似鼻音的序列中，第一個鼻音同化為第二個鼻音

例如： → ,  → 
- 同化為隨后的（就是成為）

例如： → ,  → 
- 梵語的流音和同化為隨後的塞音、鼻音、噝擦音或

例如： → ,  → ,  → ,  → ,  →  → 
- 同化為隨後的

例如： → ,  → 
- 有時同化為隨後的，生成 →

例如： →  → ,  → （比較於）
- 和在出現於詞素邊界上的時候，可以同化為隨後的或

例如： → ,  → 

###### 跟前同化
- 鼻音有時同化為前面的塞音（在其他插音出現的情況請參見后面）

例如： → ,  → ,  → ,  → 
- 同化為詞首噝擦音

例如： → ,  → 
- 鼻音同化為前面的塞音+噝擦音簇，它接著有如沒有跟隨鼻音那樣發展（參見后面的部分同化）

例如： →  → ,  →  → 
- 梵語的流音和同化為前面的塞音、鼻音、噝擦音或

例如： → ,  → ,   → ,  → ,  → ,  →  → ,  → 
- 同化為前面的非齒/卷舌塞音或鼻音

例如： → ,  → ,  → ,  →  → ,  →  → ,  → ,  → ,  → （也同樣）,  → 
- 同化為前面的非詞首，生成 →

例如： →  → ,  →  → ,  →  → 
- 和同化為任何前面的塞擦音，生成

例如： → ,  → ,  → ,  → ,  → ,  → ,  → 
- 有時同化為前面的塞音

例如： → ,  → ,  → ,  → 

##### 部分和相互同化
- 梵語的在塞音前的噝擦音同化為這個塞音，并且如果這個塞音不是送氣的，則變為送氣的；就是說和變為和

例如： → ,  → ,  → ,  → ,  → ,  → 
- 在噝擦音-塞音-流音序列中，流音同化為前面的輔音，并且這個簇表現得如同噝擦音-塞音序列，就是說和變為和

例如： →  → ,  →  → 
- 和在之前成為，并且這個噝擦音同化為前面的音素并送氣（就是說序列和成為）

例如： → ,  → 
- 噝擦音同化為前面的并送氣（就是說序列變為）

例如： → ,  → 
- 跟隨著的任何齒或卷舌塞音或鼻音都轉換成相應的硬腭音，并且同化為這個新輔音，就是說成為；類似的變為。在塞音前的鼻音變成共享這種變化的硬腭音。

例如： →  → ,  →  → ,  →   → ,  →  →  ,  →  → ,  →  → ,  →  → ,  →   →  → 
- 序列變為，通過在鼻音和流音之間插入一個塞音，隨后把這個流音同化為這個塞音，并且最后簡化結果的長輔音。

例如： →  → ,  → 

#### 插音
有時在特定輔音序列中插入插音元音。如對，可以插入, 或，依賴於鄰接輔音或在隨后音節中元音的影響。經常出現在, 或硬腭音附近；經常出現在, 或唇音附近。
- 塞音+鼻音序列有時用或分離

例如： → ,  → （受唇音的影響）
- 序列在詞首可以變為

例如： → ,  → 
- 可以插入在輔音和之間

例如： → ,  → ,  → ,  → 
- 在詞首噝擦音和之間可以插入插音元音

例如： → 
- 序列一般變為（受隨后的的影響），但出於元音縮短的目的仍被當作雙輔音序列

例如： →  → ,  →  → ,  →  → 
- 或插入和之間

例如： → ,  → ,  → 
- 在其他的輔音序列中有零星的插音

例如： → （非cecca）,  → （非vajja）

#### 其他變更
- 梵語的任何在鼻音前的噝擦音都變為跟隨著的鼻音序列，就是說和成為和

例如： → ,  → ,  → 
- 序列成為，由於同化為前面的硬腭噝擦音

例如： →  → 
- 序列和經歷對調

例如： → ,  → ,  → 
- 經歷與隨后的鼻音的對調

例如： → 
- 在和元音之間成為長輔音

例如： → ,  → 
- 濁送氣音比如和罕見的偶爾變為

例如： → ,  → ,  → 
- 齒音和卷舌音零星的變為對方

例如： → （非ñāna）,  → （比較於 ） → （非nīḷa）,  → （非thāna）,  → （比較於 ）

### 例外
有對上述規則的一些顯著的例外；其中很多是常用的俗語詞而不是從梵語中借用來的。
- → （比較於）
- → （adj.）（比較於（n.））
- → （非purusa）
- →  → （非vakkha）

## 巴利語與愛盧語
巴利語與梵語的闗係密切是眾所就知，因兩種語言有大量的研究。但巴利語與梵語都受到古印度的其他俗語如愛盧語(Eḷu)、甚或更早的源頭語如亞蘭語及希伯來語所影响，跨地域的語言研究仍在期待中。愛盧語亦是中期雅利安語的其中一種，公元三世紀前已在用。愛盧語是辛哈拉(Sinhalese)語的源頭語。愛盧語的詞干在形式上大量與巴利語相同，通過語音轉換，愛盧語即能轉為巴利語與梵語，與梵語轉巴利語的技朮相同。

### 元音和雙元音
- 梵語的和總是分別單元音化為愛盧語及巴利語的和

例如： → ,  → 
- 梵語的成為愛盧語及巴利語的（就是 →  → ）

例如： → 

### 發音改變
- 梵語及巴利語首音 化為愛盧語  或

例如:  → , 
- 梵巴語的若非删除 ，轉成

例如:  → ,  → 
- 梵語的噝擦音, 和合并到一起為愛盧語及巴利語的

例如： → ,  → 

## 愛盧語與巴利語相同詞語表
| 愛盧語      | 巴利語     | 中文                   |
| ----------- | ---------- | ---------------------- |
| äsa         | akkhi      | 眼                     |
| aga         | agga       | 最高, 頂端             |
| ahasa       | ākāsa      | 天空                   |
| akosa       | akkosa     | 侮辱, 責備             |
| akmana      | akkamana   | 攻擊                   |
| akura       | akkhara    | 字母                   |
| anada       | ānanda     | 幸福,阿難              |
| aruta       | attha      | 意思, 利益, 財富, 事件 |
| asuna       | āsana      | 座位                   |
| ata         | hatta      | 手                     |
| atuna       | anta       | 腸                     |
| bambu       | brahma     | 梵天                   |
| basa        | bhāsā      | 語言                   |
| bima        | bhūmi      | 地                     |
| boduna      | bhojana    | 食物                   |
| bodu        | buddha     | 佛陀                   |
| bōsat       | bōdhisatta | 菩薩                   |
| dahama, dam | dhamma     | 法                     |
| data        | danta      | 牙                     |
| däla        | jāla       | 網                     |
| devola      | devālaya   | 神廟                   |
| diga, digu  | dīgha      | 長                     |
| diva        | jivhā      | 舌頭                   |

## 字體圖集

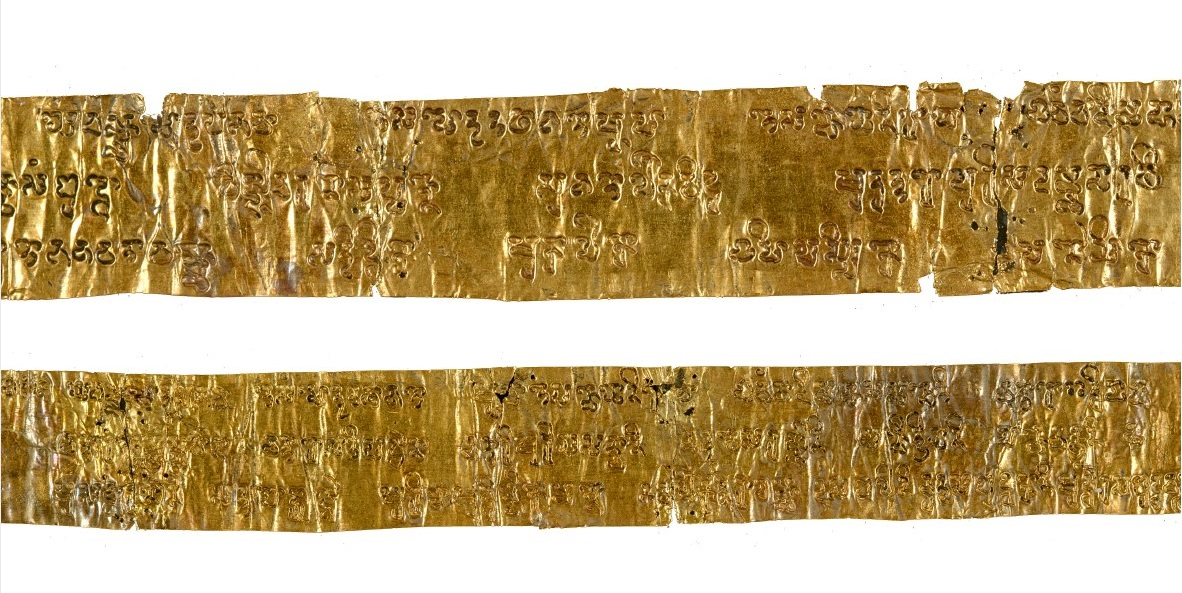
用驃文書寫的巴利三藏文句，以Ye dhammā hetu開頭，來自於5世紀的驃人城邦室利差呾羅（英语：Sri Ksetra Kingdom）。
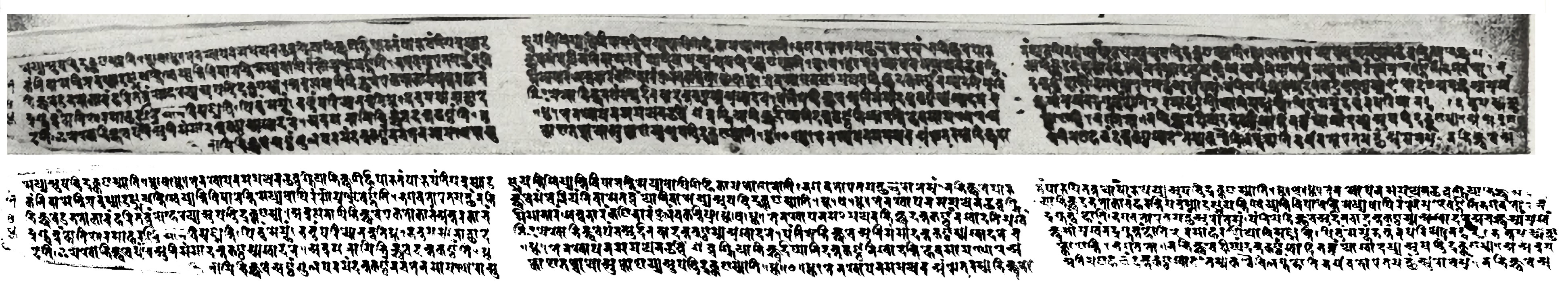
尼泊爾收藏的巴利語貝葉經，用一種起源自笈多文的尼泊爾字體（英语：Nepalese scripts）書寫律藏，9世紀。
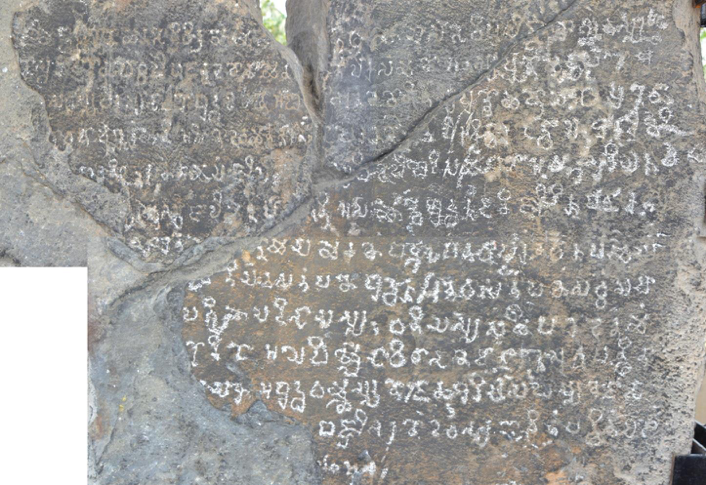
密沙鎮的嗖魯米石版（英语：Sawlumin inscription）（巴利語石面），刻於1079年。
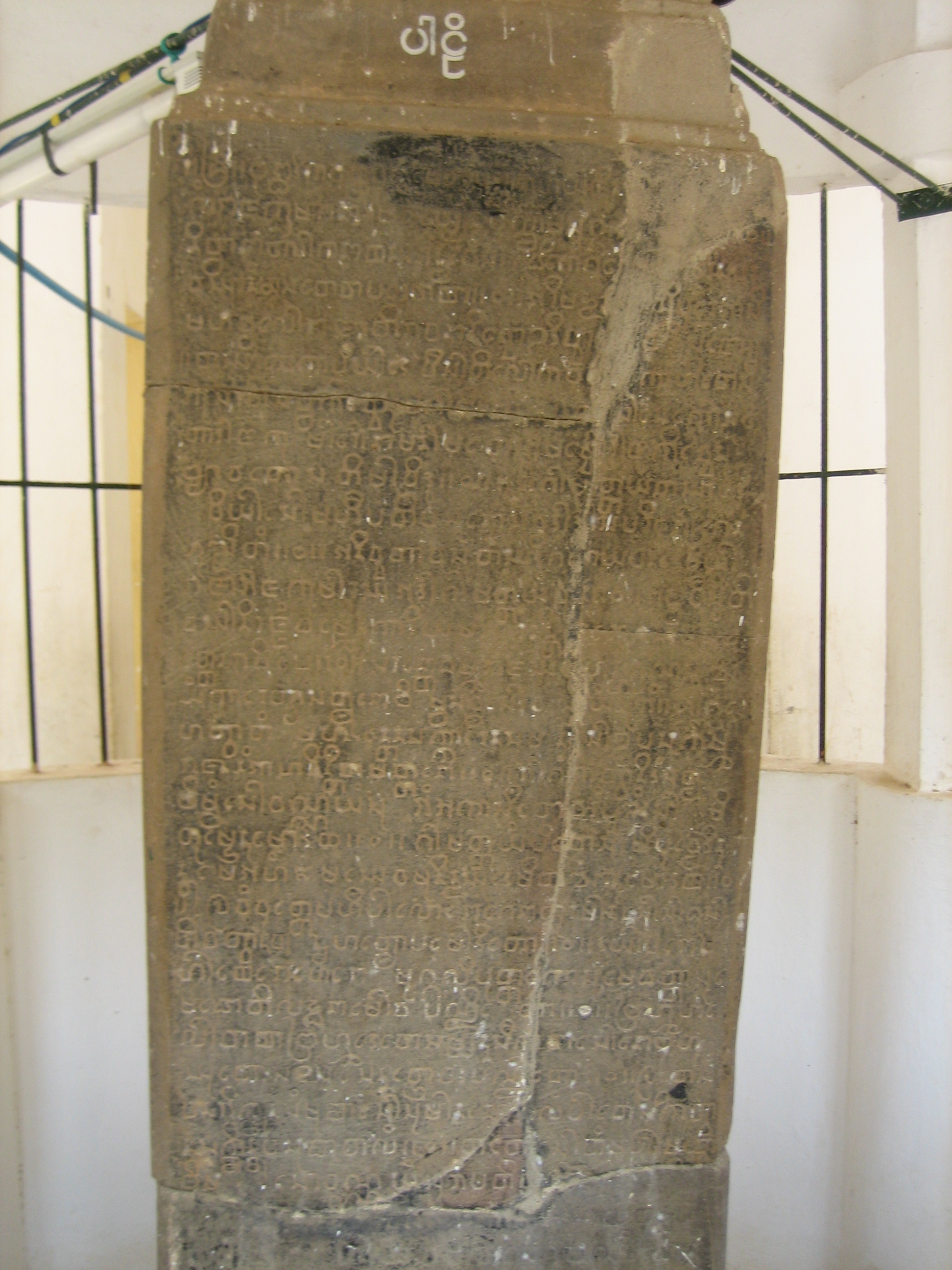
古彪基佛塔的妙色底石碑（巴利語石面），刻於1113年。
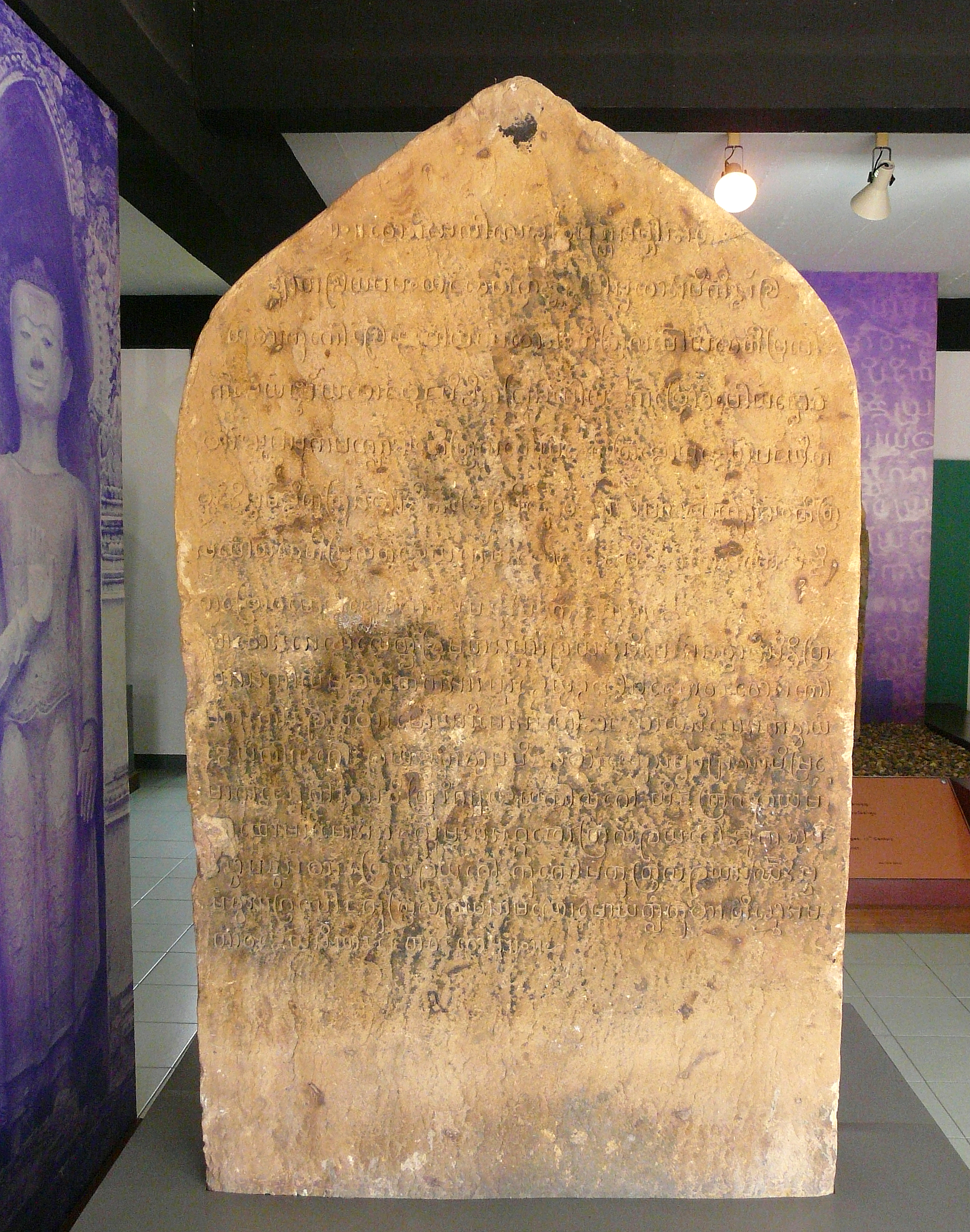
哈利奔猜國家博物館（日语：ハリプンチャイ国立博物館）收藏的12世紀石碑，用古孟文字母書寫孟語和巴利語。
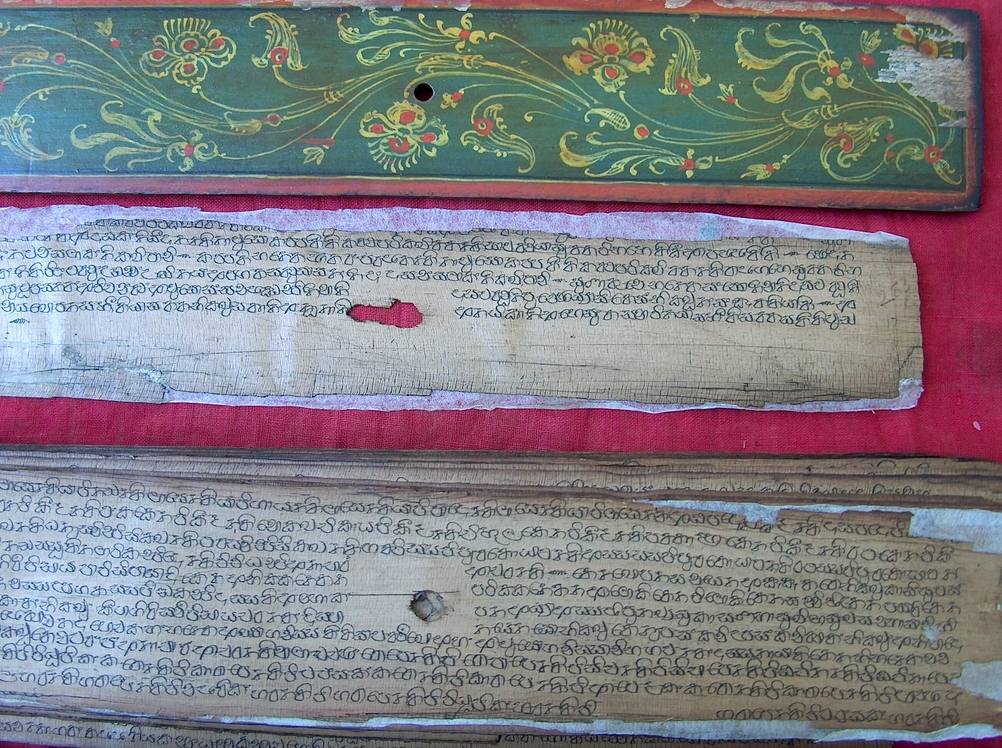
收藏於可倫坡國家博物館的巴利語貝葉經，用僧伽羅字母書寫律藏，出自13世紀。
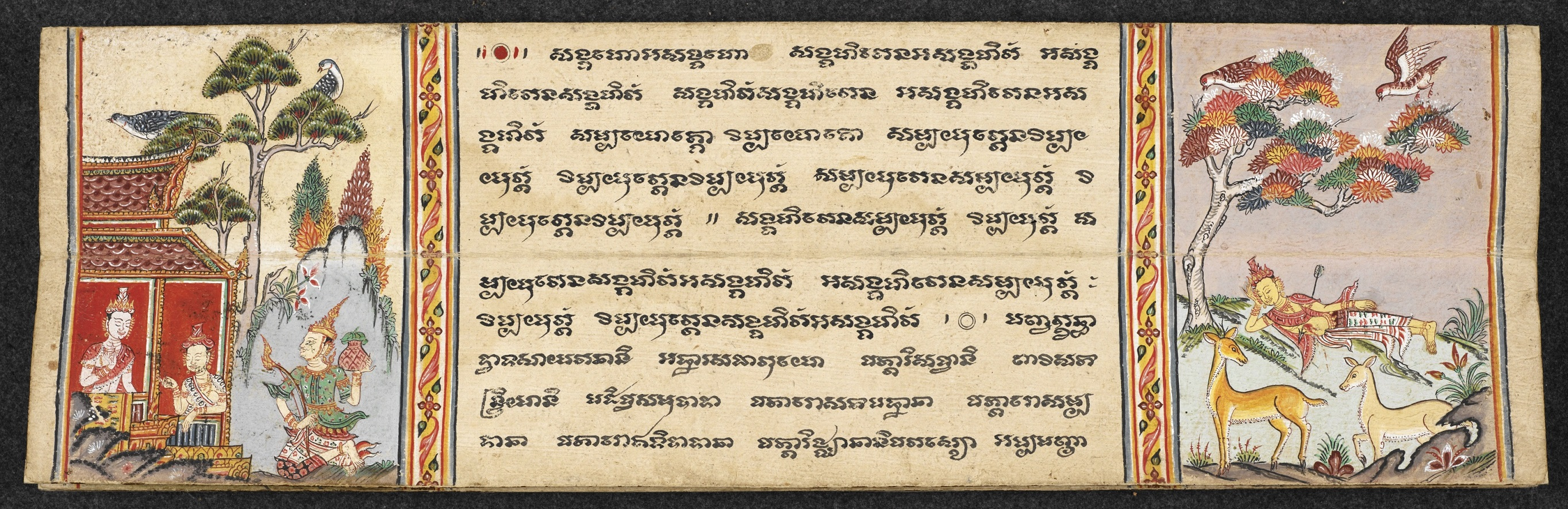
大英博物館收藏的巴利語佛教經文，用泰國高棉文書寫本生故事，出自18世紀。
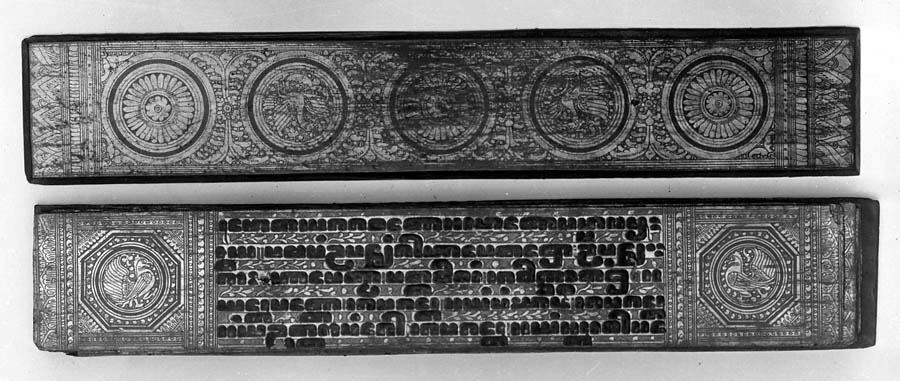
大都會藝術博物館收藏的巴利語─緬文貝葉經Kammavācā，出自18世紀。
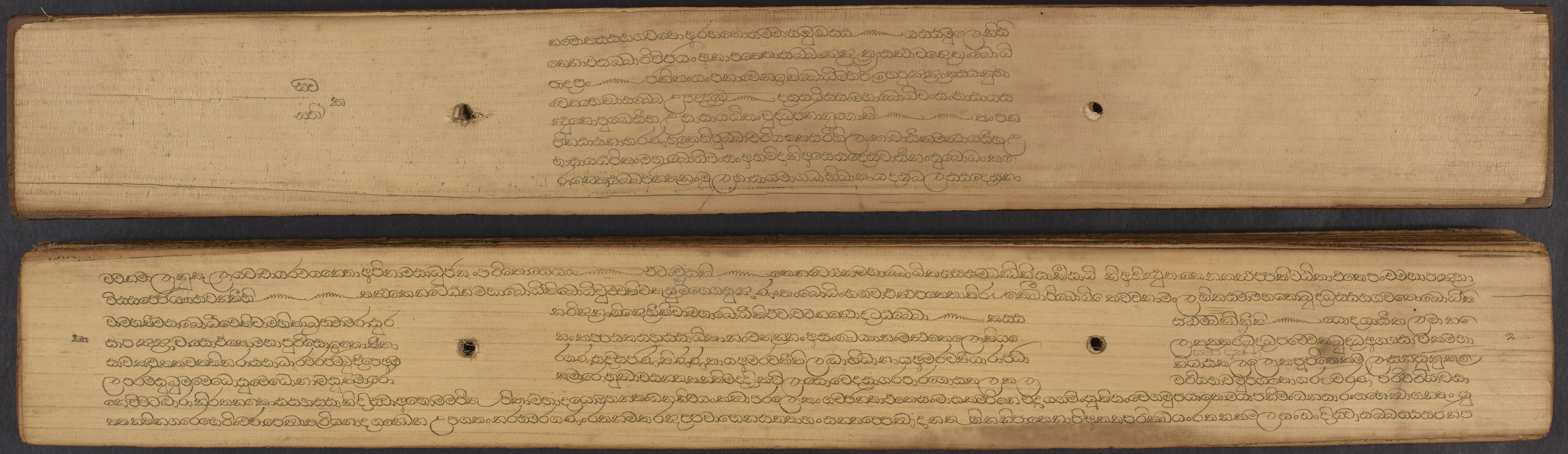
巴利語《摩訶菩提樹的歷史》，用僧伽羅字母書寫，講述菩提樹到達斯里蘭卡的歷史，抄寫於19世紀。
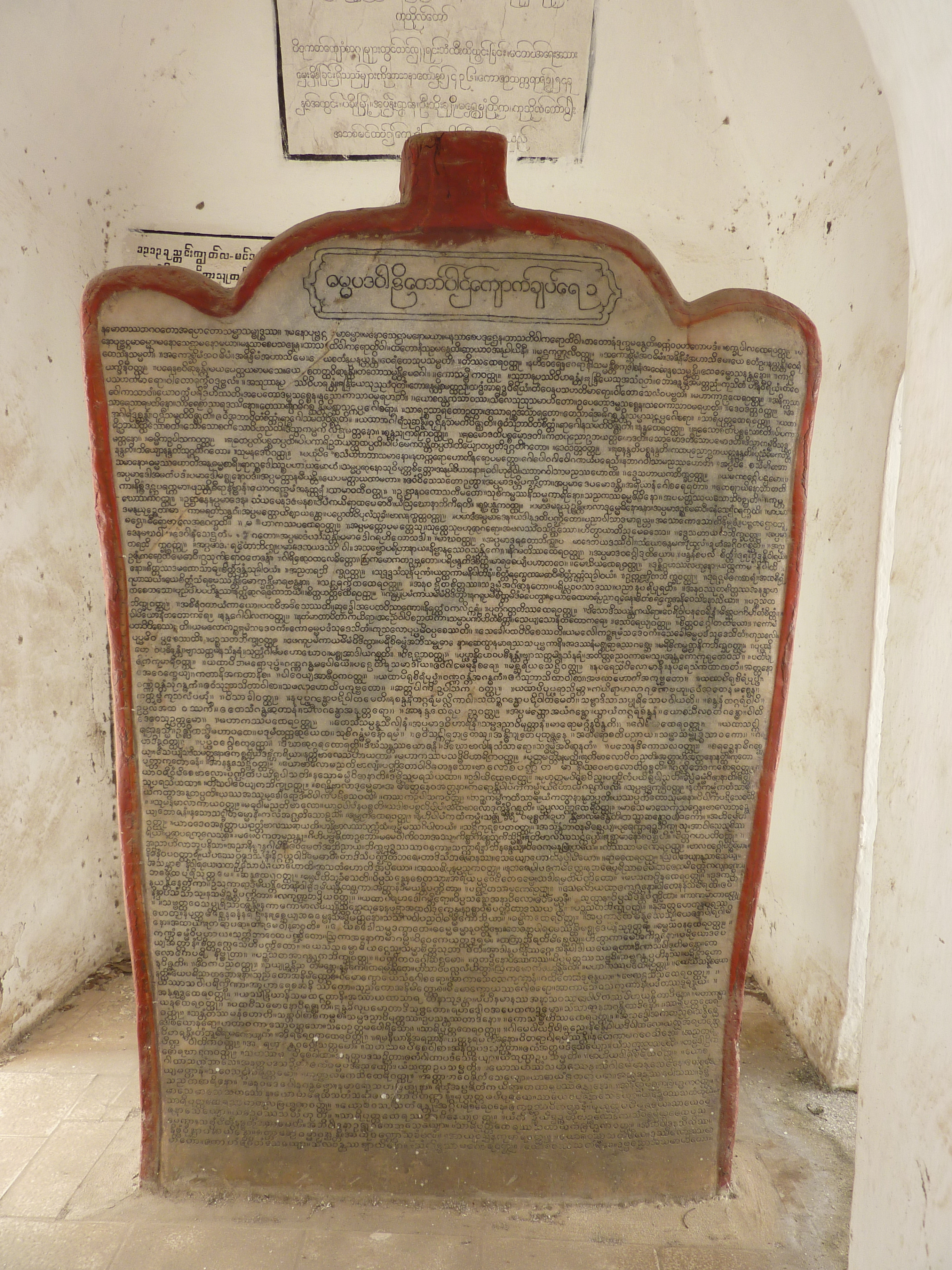
固都陶佛塔的石刻經書，完成於1868年。圖為用緬文書寫的巴利語法句經。
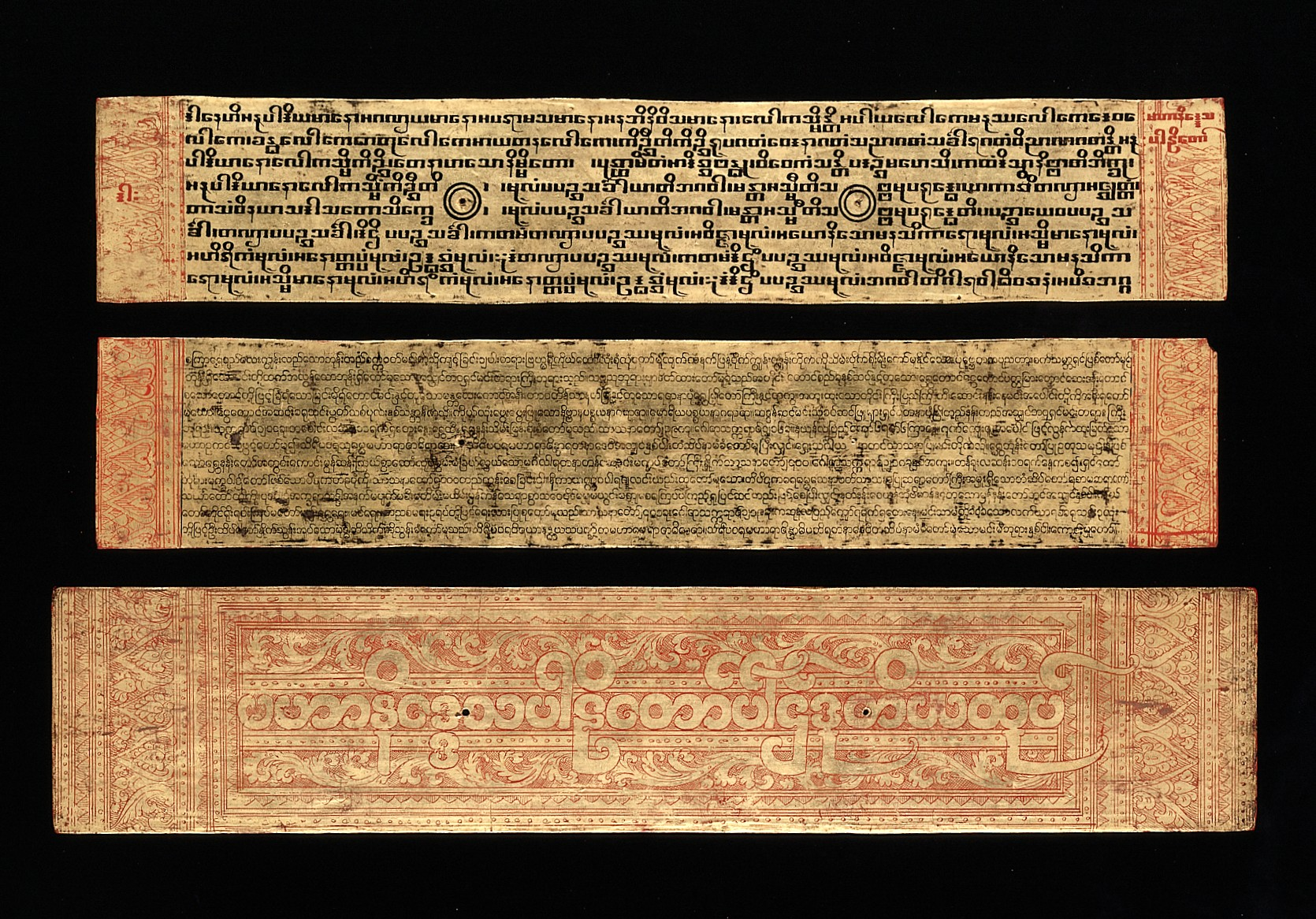
三種不同樣式的緬文字體，書寫巴利語。上排方直，中排渾圓，下排紅邊金底。
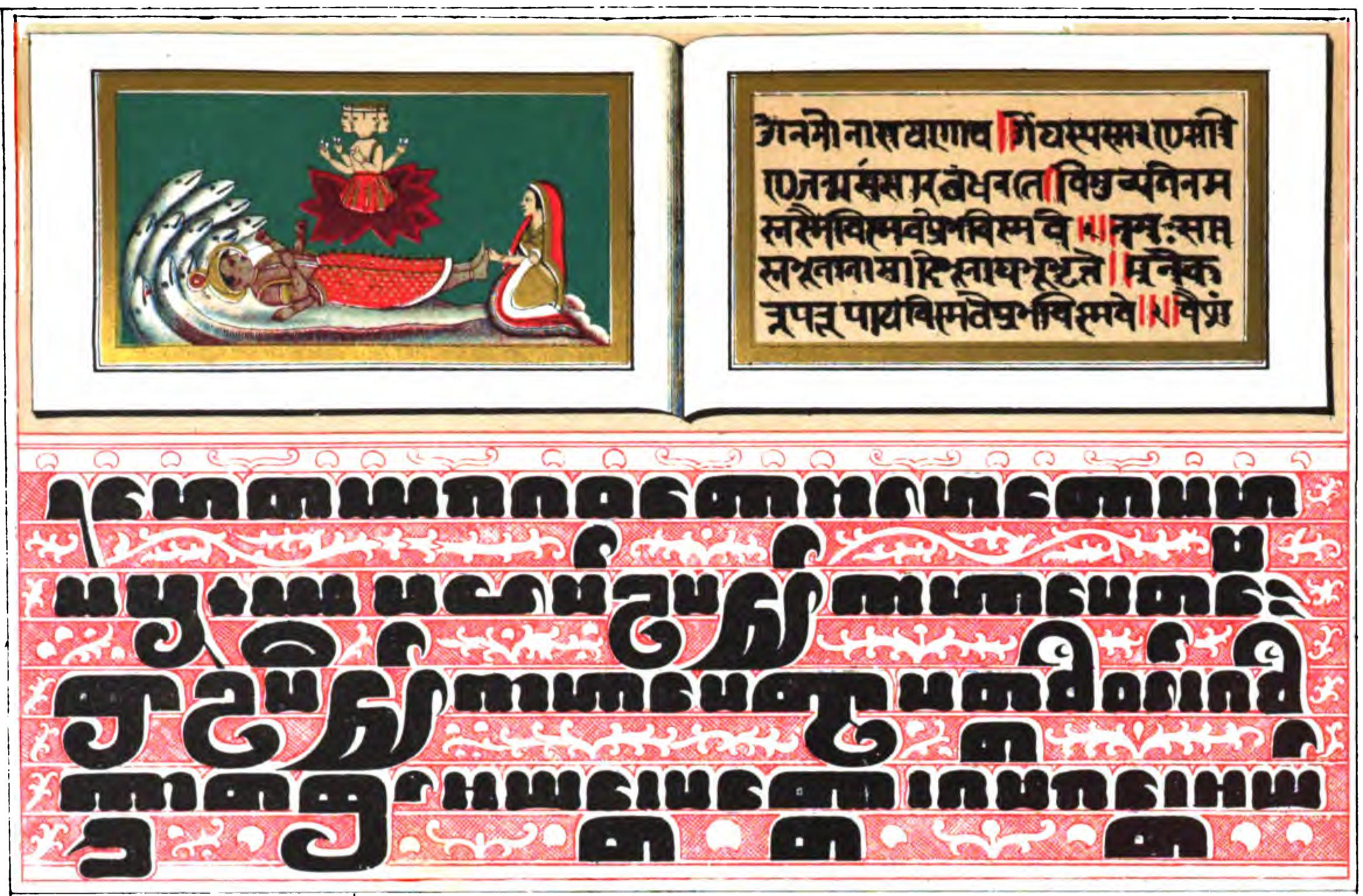
出自Karl Faulmann（英语：Karl Faulmann）的《圖解寫作史》。上半部為印度教的梵語讚神詞，下半部為佛教的巴利語─緬文貝葉經Kammavācā。
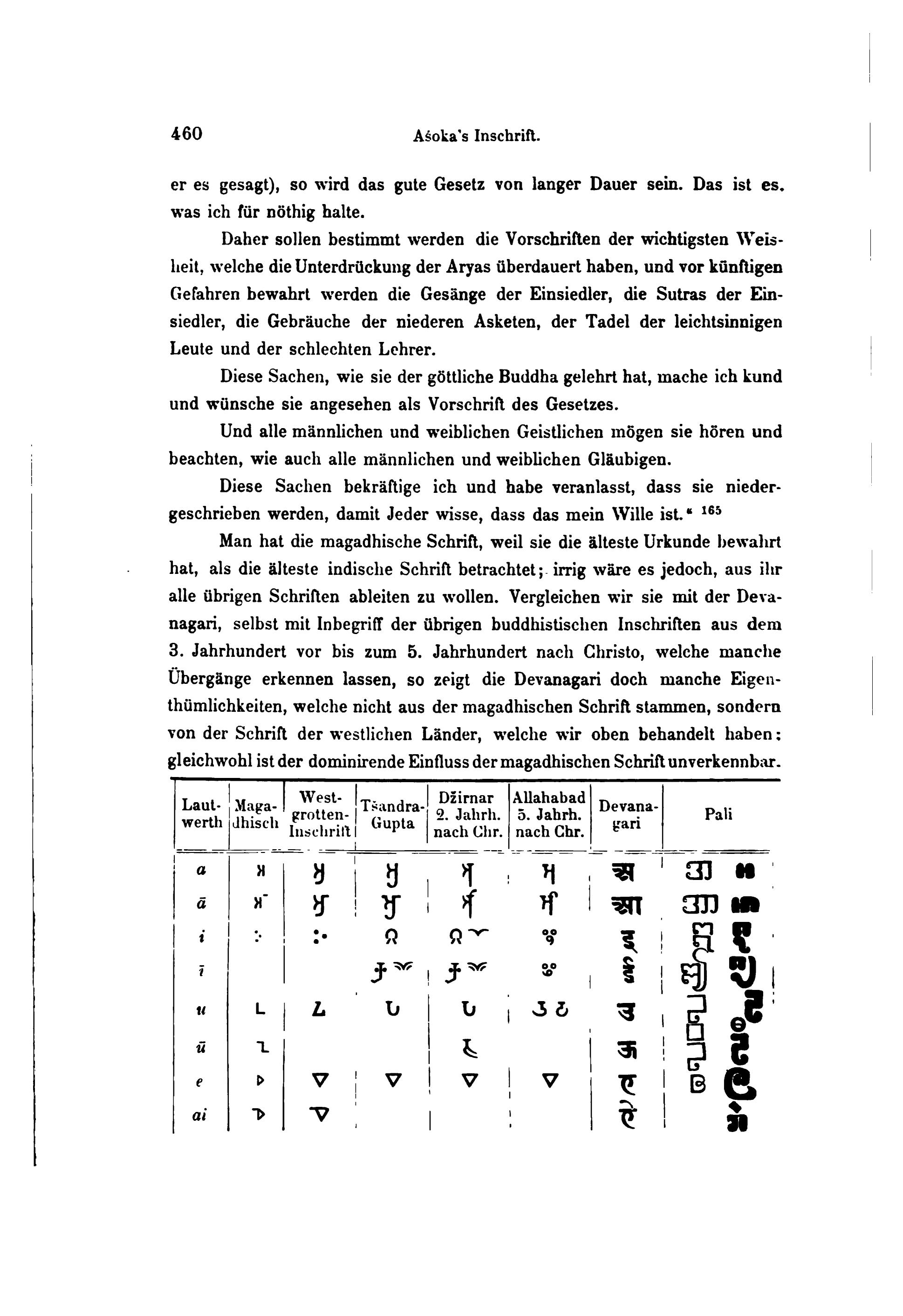
巴利語-緬甸，字體對照表-1
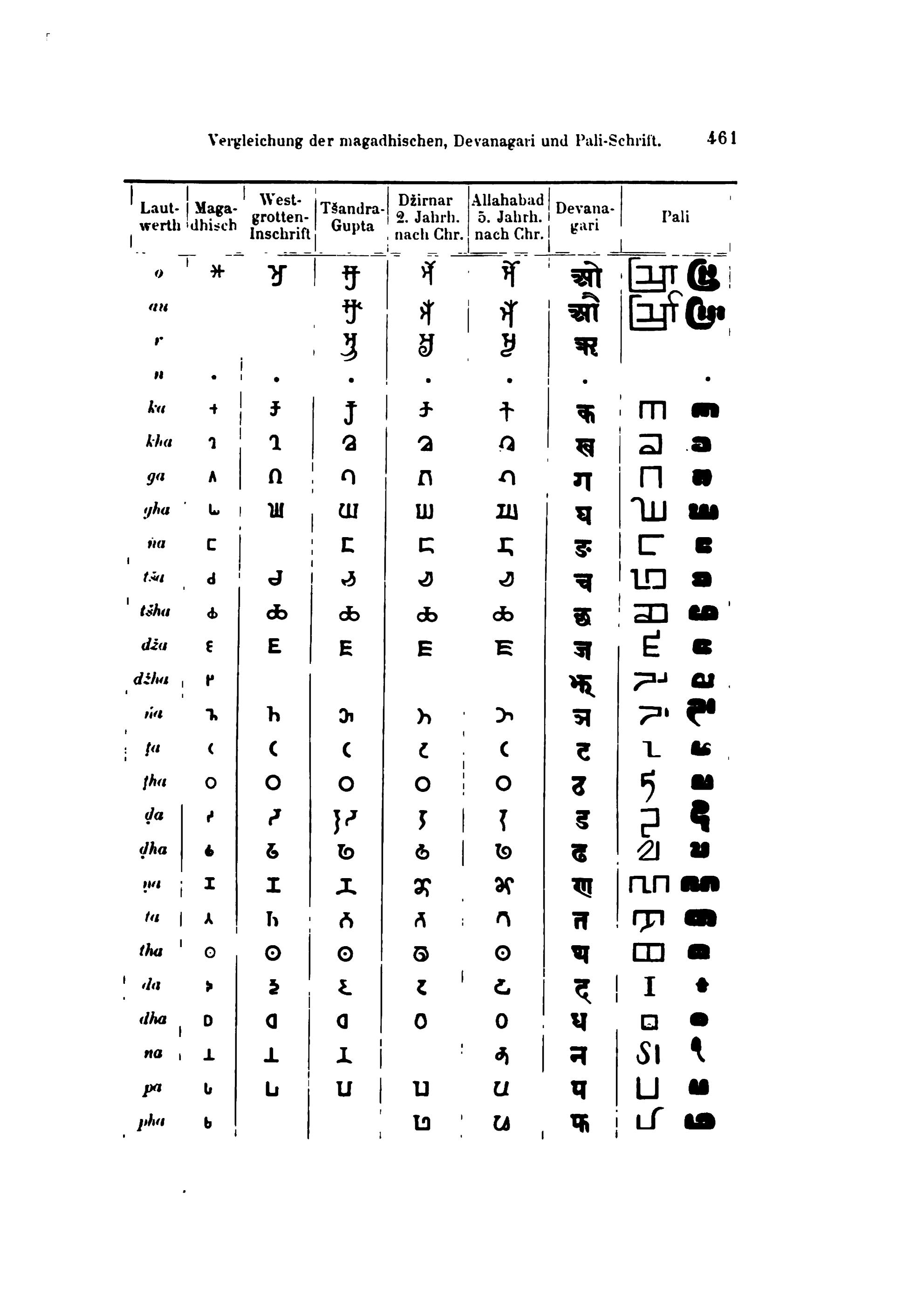
巴利語-緬甸，字體對照表-2
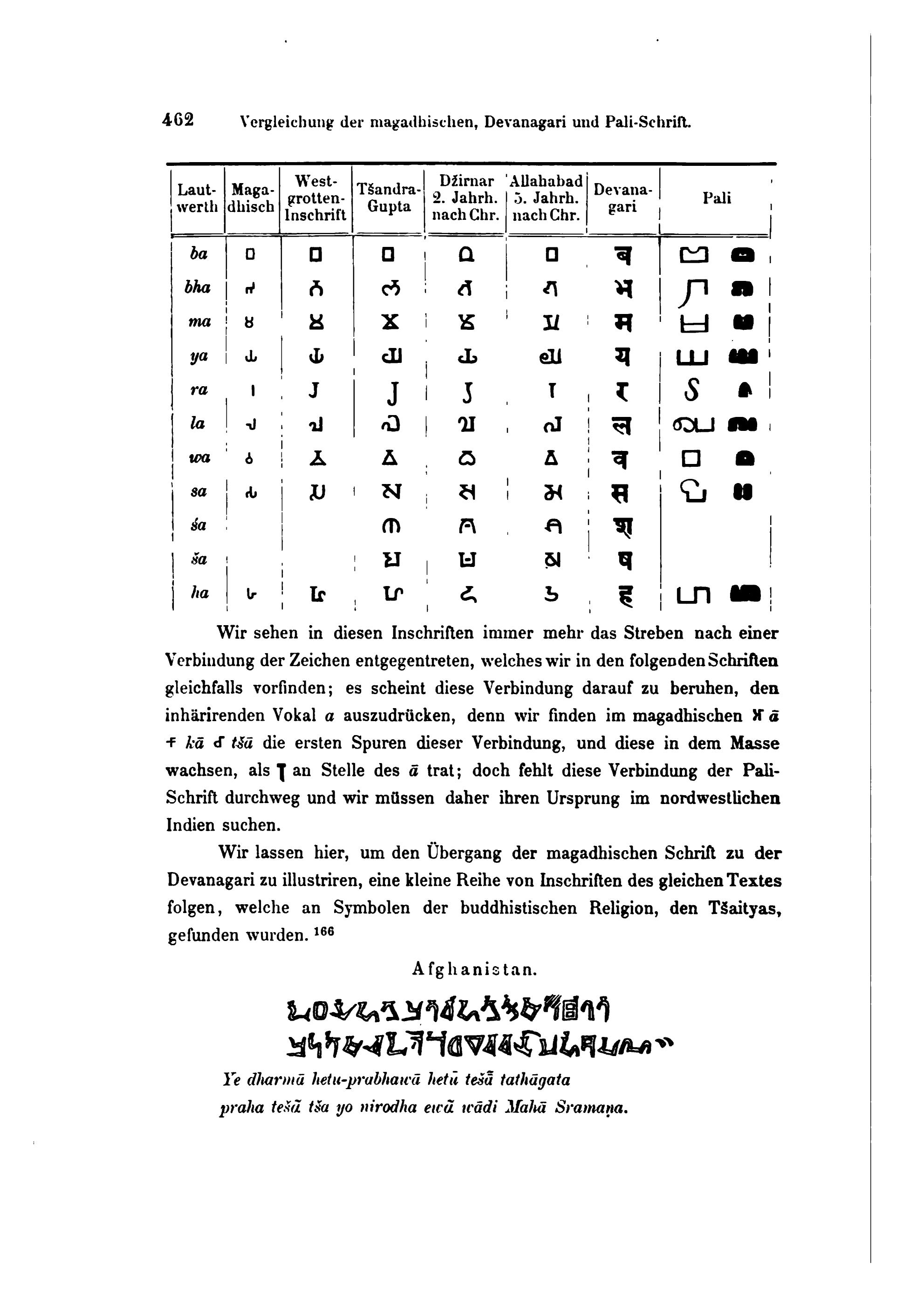
巴利語-緬甸，字體對照表-3
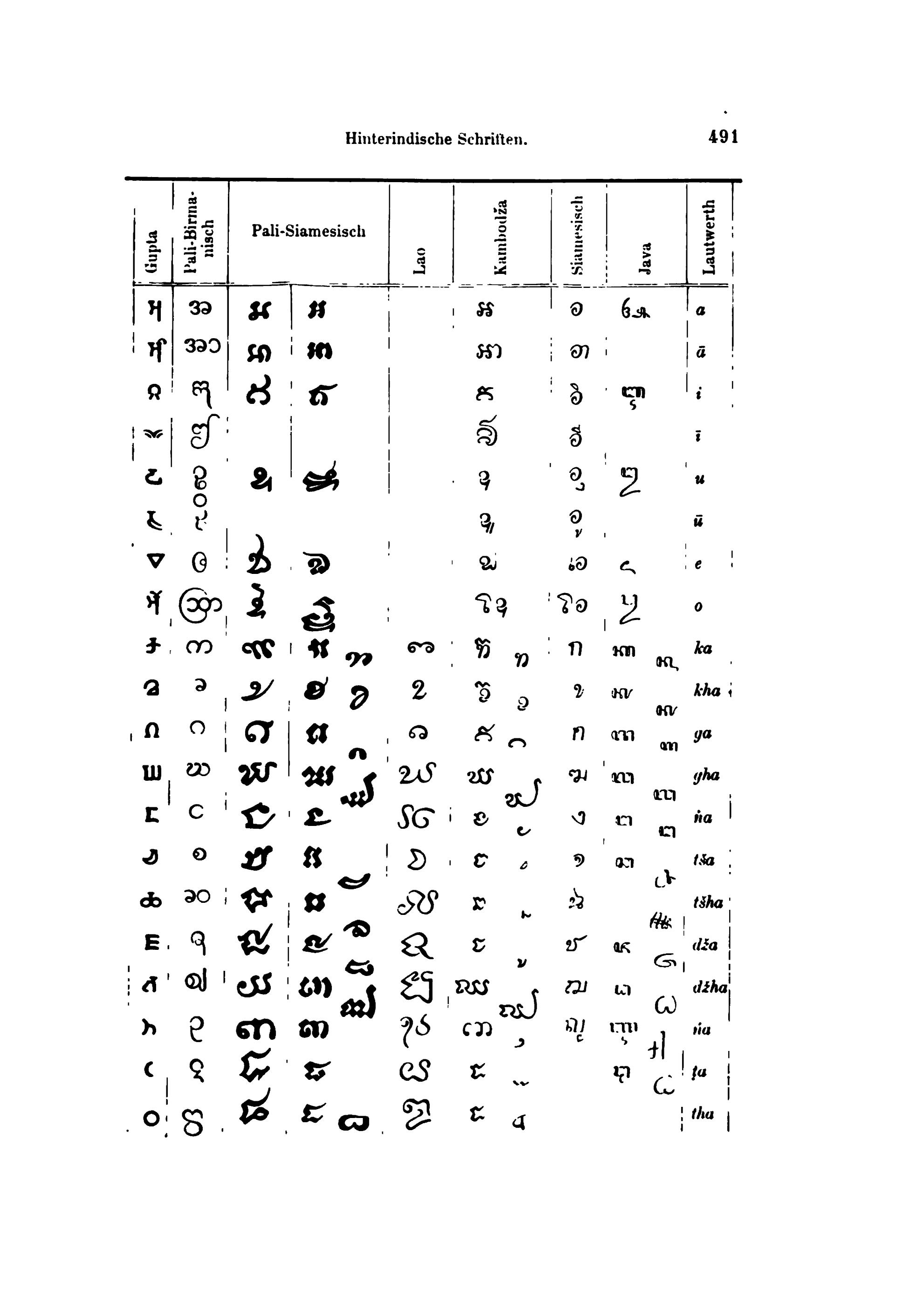
巴利語-泰國，字體對照表-1
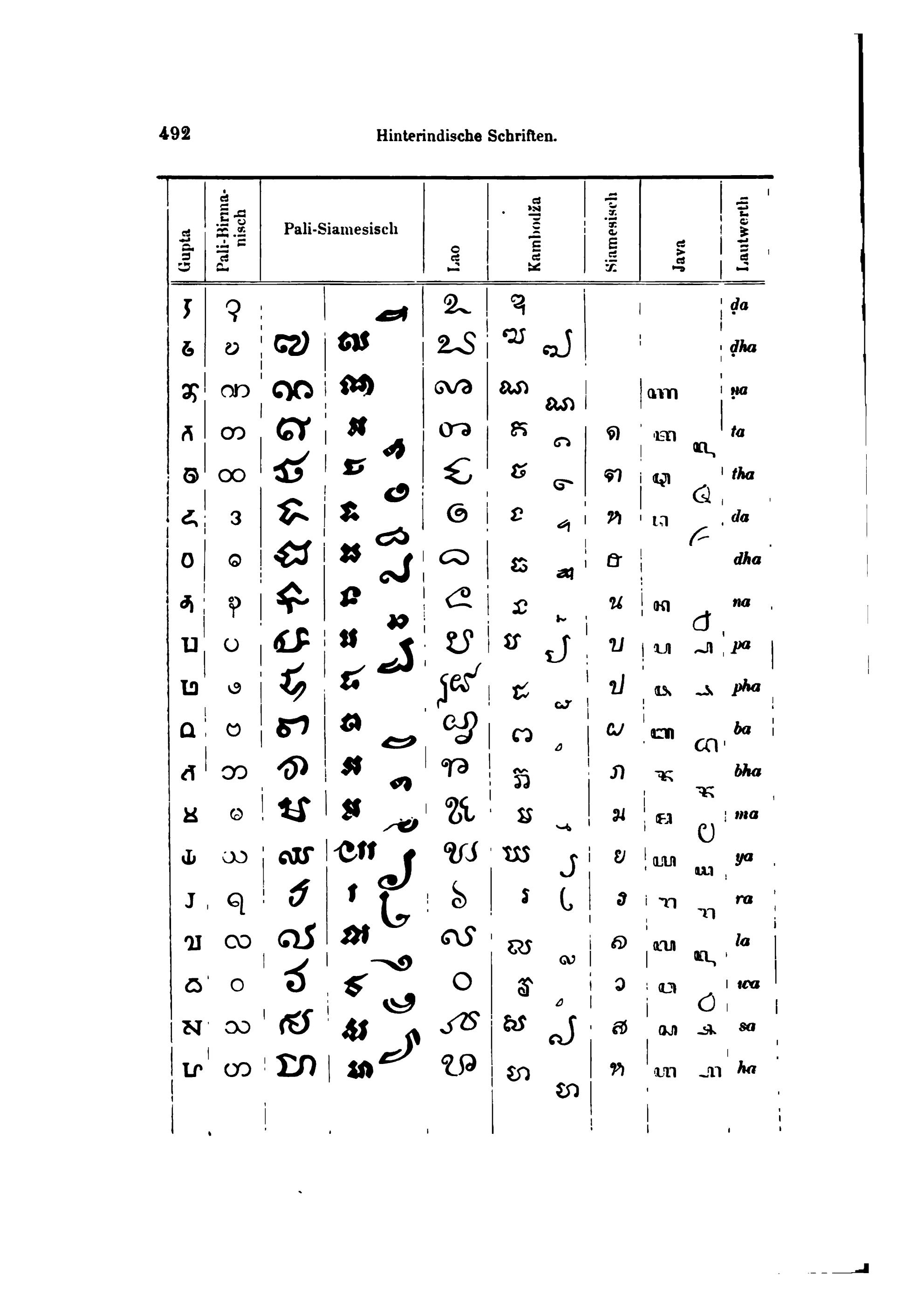
巴利語-泰國，字體對照表-2
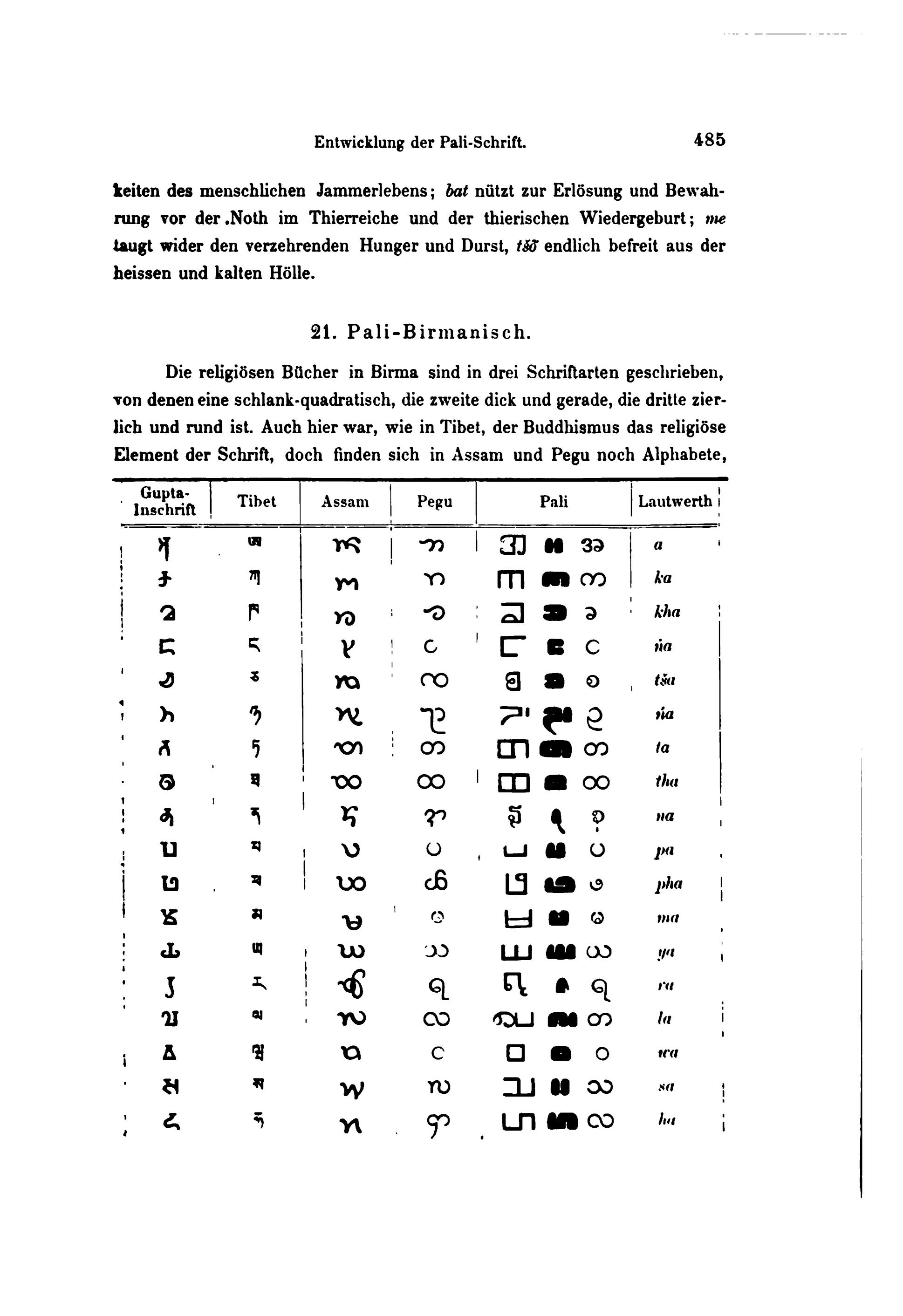
巴利語-緬甸，古代字體對照
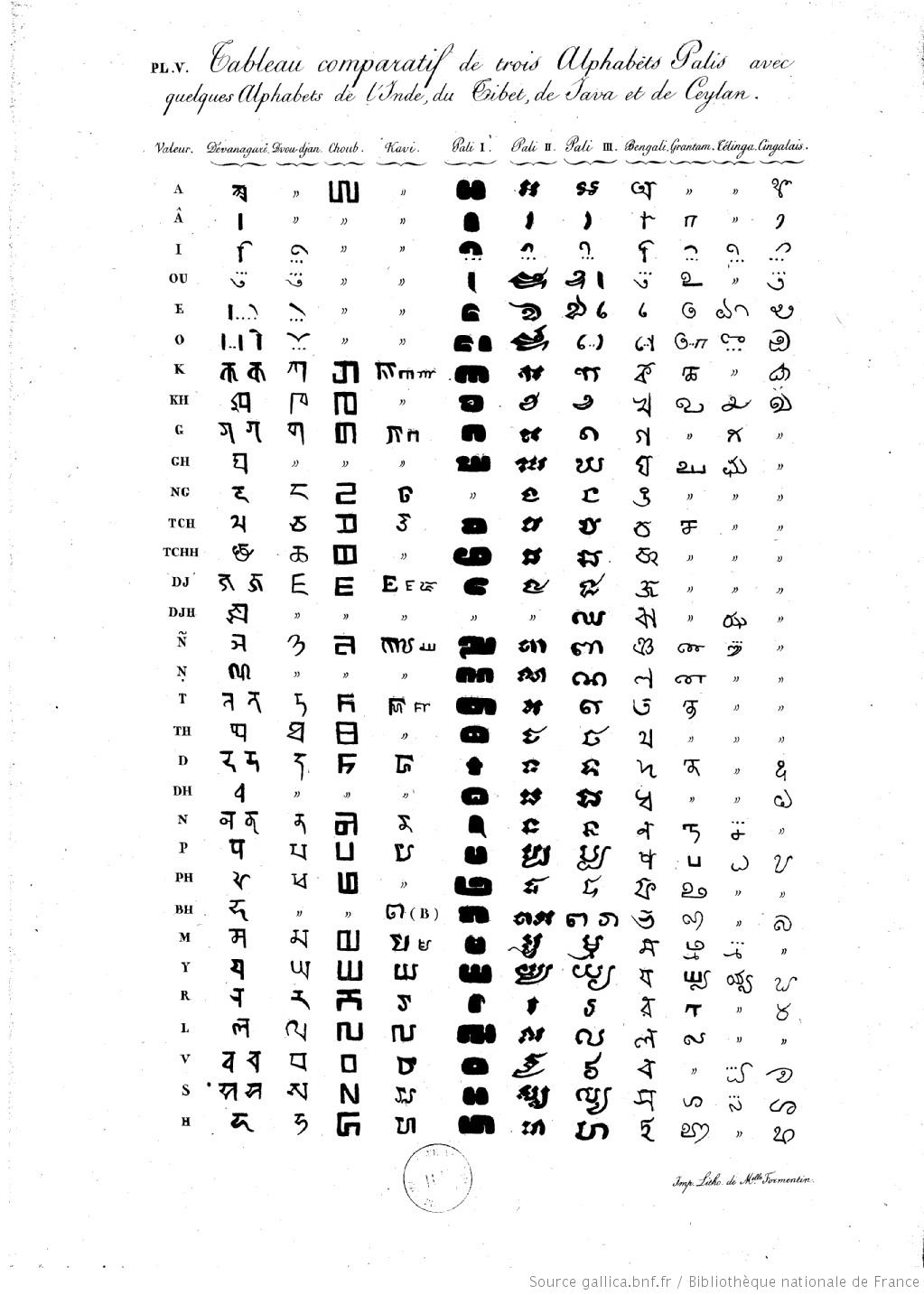
巴利語古代字體對照

## 延伸閱讀
- Gupta, K. M.（2006）. Linguistic approach to meaning in Pali. New Delhi: Sundeep Prakashan. ISBN 978-81-7574-170-6
- Müller, E.（2003）. The Pali language: a simplified grammar. Trubner's collection of simplified grammars. London: Trubner. ISBN 978-1-84453-001-4
- Oberlies, T., & Pischel, R.（2001）. Pāli: a grammar of the language of the . Indian philology and South Asian studies, v. 3. Berlin: Walter de Gruyter. ISBN 978-3-11-016763-4
- Hazra, K. L.（1994）. Pāli language and literature: a systematic survey and historical study. Emerging perceptions in Buddhist studies, no. 4-5. New Delhi: D.K. Printworld. ISBN 978-81-246-0004-7
- American National Standards Institute.（1979）. American National Standard system for the romanization of Lao, Khmer, and Pali. New York: The Institute.
- Soothill, W. E., & Hodous, L.（1937）. A dictionary of Chinese Buddhist terms: with Sanskrit and English equivalents and a Sanskrit-Pali index. London: K. Paul, Trench, Trubner & Co.

## 外部連結
- 巴利文输入法 北京馨逸文化传播有限公司 （页面存档备份，存于）
- Pali Text Society, London. The Pali Text Society's Pali-English dictionary （页面存档备份，存于）. Chipstead, 1921-1925.
- Buddhist India by T.W. Rhys Davids, chapter IX, Language and Literature （页面存档备份，存于）
- Pali at Ethnologue （页面存档备份，存于）
- Pali Text Society （页面存档备份，存于）
- Free searchable online database of Pali literature, including the whole Canon （页面存档备份，存于）
- Eizel Mazard's excellent website （页面存档备份，存于） on Pali resources, including
  - Resources for reading & writing Pāli in indigenous scripts: Burmese, Sri Lankan, & Cambodian （页面存档备份，存于）
  - A textbook to teach yourself Pali (by Narada Thera) （页面存档备份，存于）
  - A reference work on the grammar of the Pali language (by G Duroiselle) （页面存档备份，存于）
- Complete Pāli Canon in romanized Pali and Sinhala, mostly also in English translation
- Pāli Canon selection
- A guide to learning the Pāli language （页面存档备份，存于）
- "Pali Primer" by Lily De Silva (requires installation of special fonts) （页面存档备份，存于）
- "Pali Primer" by Lily De Silva (UTF-8 encoded) （页面存档备份，存于）
- Free/Public-Domain Elementary Pāli Course--PDF format （页面存档备份，存于）
- Free/Public-Domain Pāli Course--html format
- Free/Public-Domain Pāli Grammar (in PDF file) （页面存档备份，存于）
- Free/Public-Domain Pāli Buddhist Dictionary (in PDF file) （页面存档备份，存于）
- Comprehensive list of Pāli texts on Wikisource （页面存档备份，存于）
- Buddhist Dictionary of Pali Proper Names （页面存档备份，存于）, HTML version of the book by G.P. Malalasekera, 1937-8
- Pali Text Reader (software) （页面存档备份，存于）
- Jain Scriptures
- Pali help at Help.com Wiki[永久]
- "A Course in the Pali Language," （页面存档备份，存于） audio lectures by Bhikkhu Bodhi（英语：Bhikkhu Bodhi） based on Gair & Karunatilleke (1998).
- Pali Conjugation and Declension Tables for Students （页面存档备份，存于）
- Comprehensive Reference Table of Pali Literature （页面存档备份，存于）
- 巴利文词典及学习专题 （页面存档备份，存于）
- 巴利字典 （页面存档备份，存于）
- Online Pāḷi Tipiṭaka （页面存档备份，存于）
- 簡明巴英字典中譯數位版 從 A. P. Buddhadatta的Concise Pali-English Dictionary 中譯